# 洪為民生日派對事件

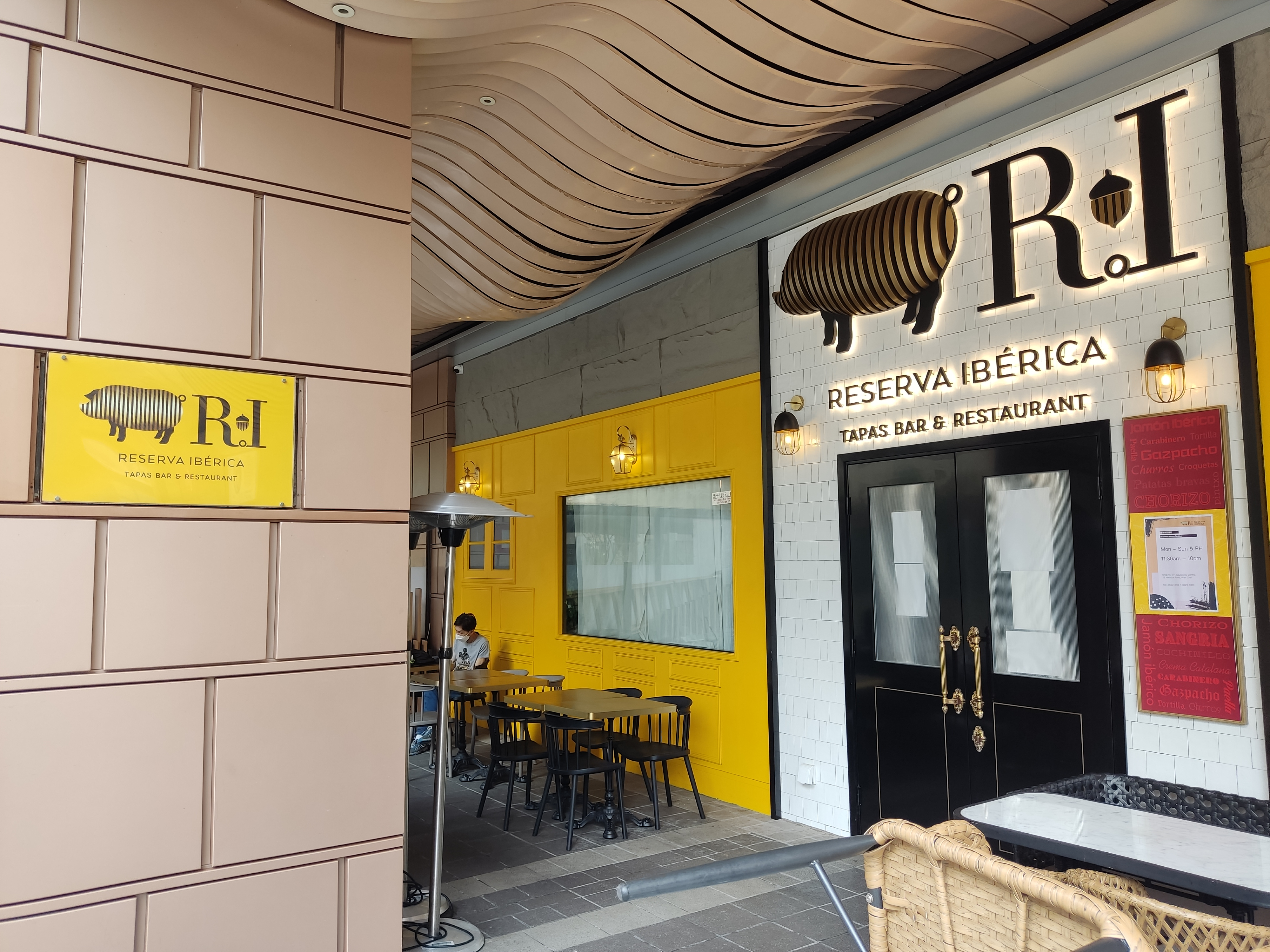
涉及事件的餐廳是主營西班牙菜的「Reserva Ibérica Tapas Bar & Restaurant」位於灣仔灣景中心的分店

洪為民生日派對事件，另稱「洪門宴」或「派對門」事件，是指香港在2019冠狀病毒病爆發「第五波疫情」期間的一起高官集體違規出席大型私人生日派對的事件，起因是深圳市前海管理局香港事務首席聯絡官洪為民在2022年1月3日於灣仔灣景中心的一家西班牙餐廳內舉辦生日派對，並有包括香港立法會議員、多位首長級官員和政府機構人員在内的逾百人出席，因有參與者在出席派對後確診2019冠狀病毒病導致多人被送往竹篙灣檢疫中心接受防疫隔離。事件曝光後在社會引起極大爭議及激烈反彈，特區政府的處理手法不但被批評出現嚴重的雙重標準，多名首長級官員出席鋪張的私人生日派對揭露出官場不正之風，並且涉及公職人員行為失當，導致以行政長官林鄭月娥為首的特區政府陷入嚴重的誠信與政治危機。至於該生日派對的參與人數當初報稱為170人，但衞生署衞生防護中心其後表示因為有賓客帶同不在名單上的人士出席派對，到1月10日已發現的參加者增至214人，並多一名派對關聯者確診。至1月14日，已發現的派對參與者增至225人。

## 事件發展

### 背景
2021年12月，2019冠狀病毒病（COVID-19）的特強傳染力變種病毒株Omicron全球肆虐。在中國內地，不少地方的政府都倡導「喜事緩辦、喪事簡辦、宴會不辦」以遏止疫症漫延。12月30日，由於已有Omicron個案在香港社區傳播，行政長官林鄭月娥宣佈加大力度抗疫、嚴控群聚。12月31日，食衛局長陳肇始呼籲市民盡量不要出席人多聚會及不要脫口罩拍照。

### 1月3日
2022年1月3日，身為港區全國人大代表、深圳前海管理局香港事務首席聯絡官、團結香港基金顧問的洪為民，在灣仔灣景中心的一間名为「Reserva Ibérica Tapas Bar & Restaurant」西班牙餐廳內舉辦生日派對，超過二百人出席，且出席者中不乏香港特区高級官員和議員。根據生日会现场照片可見，主宾互动亲密，但多人未戴口罩。宴會以自助餐形式進行，現場非常多人。

### 1月6日
2022年1月6日，立法會議員陸瀚民向傳媒表示其得悉1月3日活动在席者中有人初步確診。香港立法會大樓及中信大廈議員樓層要進行消毒。1月6日晚，行政長官林鄭月娥證實，至少十個官員有出席洪為民的生日會，她對官員在疫情嚴峻下出席大型聚會，感到十分失望，尤其是民政事務局局長徐英偉，會對個別官員採取適當行動。

### 1月7日
2022年1月7日，傳媒得知在出席生日會後初步確診的宾客是中環卑利街榮源茶行的太子女、茶行銷售及市場總監王詩雅（37歲，個案編號12838），於1月3日9時30分至10時15分在生日會現場。王詩雅與母親（59歲，個案編號12821）同住，她母親曾和「北角空姐母親群組」源頭的免檢國泰空姐（28歲，個案編號12676）的母親（62歲，個案編號12754）曾一起到陸田園餐廳小廚食早餐。
2022年1月7日上午，立法會主席梁君彥证实，除13名政府官員外，還有19名議員曾出席洪為民生日宴，其中陳仲尼、邱達根、陸瀚民及洪雯的出席時間與王詩雅重疊，須到竹篙灣檢疫中心隔離。他並指立法會的議事規則只適用於議員在會議中行為不檢點的情況，議員在外的行為屬個人行爲，應自行向公眾交代。其後，會計界的立法會議員林智遠於其面書上表示自己亦曾於周一晚上6時半出席派對，約7時離開，由于梁君彥未点名自己，可能自己未被算入梁所讲的19名議員内。
2022年1月7日，香港電台普通話台主持人楊子矜丈夫，中環「匡濟全人醫療中心」的醫生朱偉星向傳媒確認夫妻二人曾於1月3日出席洪為民生日宴，楊子矜已初步陽性。朱偉星強調楊子矜已打齊三針疫苗，兩人晚上8時許抵達生日會現場，晚上9時27分已離場。朱偉星認為生日宴上或已出現其他隱形患者，楊子矜亦有可能在社區染疫。由於楊子矜於1月6日曾經和3名港台同事一起用餐，港台廣播大樓进行消毒並取消下午的採訪活動，整座廣播大樓更在傍晚6時40分後作全面撤離。由2022年1月7日晚上6時至2022年1月9日早上6時多個港台節目暫停，由聯播節目代替，即類似天文台發出8號或以上信號時安排。朱偉星任职醫務所亦在下午關閉。
由於楊子矜（9時半前出席）和王詩雅（9時半後出席）兩人出席時間橫跨整場生日會，因此所有出席生日會人士被界定為密切接觸者，需要檢疫21日。民政事務局局長徐英偉、財經事務及庫務局局長許正宇、廉政專員白韞六、警務處處長蕭澤頤、入境處處長區嘉宏及多個副局長要被送往竹篙灣檢疫中心隔離。

### 1月8日
2022年1月8日，衞生署覆檢發現楊子矜的個案顯示確診，但有疫苗基因，懷疑楊子矜的檢測樣本於其夫朱偉星的診所被科興疫苗污染，引致出現「假陽性」。政府專家顧問袁國勇教授下午到朱偉星的診所視察後表示，楊子矜的病毒樣本出現D614印記，為疫苗病毒株，不排除是受污染所致，而並非真正確診。因為楊子矜未有確診，派對9點半前離場的人士的檢疫令被撤銷，包括蕭澤頤、許正宇等官員被允许離開竹篙灣隔離營，而立法會議員方面，除了9時半仍未離開派對的陳仲尼、邱達根、陸瀚民及洪雯之外，其他議員都可離開竹篙灣。
2022年1月8日，傳媒獲息政策創新與統籌辦事處副總監，曾在武漢抗疫，現時負責香港檢疫酒店計劃的馮浩賢亦有出席洪為民生日會。馮浩賢回应其於1月3日下午約6時35分出席生日宴，約8時20分離開。有創新辦員工批評馮浩賢「站在前線抗疫，理應更有敏感度」。

### 1月9日
2022年1月9日，衛生防護中心在記者會表示，再有一名出席生日會者初步陽性。该出席者为一名43歲女子（個案編號12962），已接種兩劑科興疫苗，居於大角咀君匯港豪匯（2座），在荃灣有線電視大樓上班，1月3日晚曾與王詩雅及3名朋友到「西環干諾道西115號的私人地方」用餐，后與王詩雅一同抵達生日会餐廳。卫生防护中心传染病处主任張竹君表示该女子並不在生日會出席名單，属于与生日會賓客一同出席的名單以外的朋友，呼籲所有曾出席生日會的人聯絡衛生防護中心。被問到為何43歲女子與王詩雅在生日會前曾到到私人地方一起進餐，但在王詩雅確診後並沒有被列作密切接觸者送往檢疫，而可以自行前往檢測。張竹君表示，由於有人沒有向署方透露有關資料，今日才知悉涉及43歲女子與王詩雅在生日會前相關聚會，表示已多次根據《預防及控制疾病（披露資料）規例》問及其行蹤，如果證實沒有透露行蹤或說謊，當局會有法律跟進。

### 1月11日
前民政事務局常任秘書長楊立門投稿《南華早報》，指出政府1月5日才公布收緊社交距離措施，而洪為民的生日宴在1月3日舉行，反問官員出席1月3日宴會違反了什麼法例或行政規例。同時，他認為涉事餐廳當日的做法亦乎合「D類食肆」模式運作的法例要求。在文章最後部分，他更透露最近亦見過特首林鄭月娥在疫情期間出席某前任商會副主席主持的婚宴。
林鄭月娥之後向記者回應楊立門文章時，強調首宗Omicron的本地感染在2021年12月30日晚公布，12月31日食衛局長陳肇始已呼籲市民盡量不要出席人多聚會及不要脫口罩拍照；至於她出席婚宴是在11月底至12月初某天的事，她是在出席「一丹獎」頒獎禮前赴婚宴，花了約10分鐘恭賀。她並指楊立門認為有關食肆沒有問題的說法屬於太過武斷。《獨立媒體》事後追查發現，林鄭月娥是在2021年12月5日出席婚宴，婚宴的新娘為香港中華廠商聯合會常務會董吳清煥之女吳靖文，新郎為團結香港基金成員郭凱傑。林鄭月娥當晚拍照時佩戴透明口罩，但和她身旁的男女則沒有戴口罩。

### 1月12日
出席生日派對的20名立法會議員被立法會主席梁君彥要求進行家居隔離，缺席第七屆立法會在1月12日舉行的首次大會會議。

### 1月14日
由於林鄭月娥在月初曾經譴責國泰航空領導層要為前線員工的行為負責，而國泰航空亦已先後即時解僱多名未有完全遵守公司防疫規定的飛行員及機艙服務員，林鄭月娥在14日主持新一輪防疫措施召開記者會時，有線新聞記者便先後三度向林鄭月娥詢問民政事務局局長徐英偉及入境處處長區嘉宏是否需要引咎辭職，又追問區嘉宏有沒有按照防疫規例掃「安心出行」，及確診賓客王詩雅是否有隱瞞行蹤，但林鄭月娥對於記者的三次詢問都全部迴避作答。

### 2024年1月
2024年1月，有份出席前港區人大代表洪為民生日宴的「榮源茶行」太子女王詩雅其後確診，王詩雅涉嫌向衞生署隱瞞行蹤於九龍城法院裁定4項傳票罪名成立。

## 涉事餐廳
涉及事件的餐廳是主營西班牙菜的「Reserva Ibérica Tapas Bar & Restaurant」位於灣仔灣景中心的分店，該餐廳室內面積約1,000多平方呎，可提供100多個供用餐的座位，而根據其面積及間隔佈局，估算最多可提供150個座位。根據該餐廳發放的宣傳單張，餐廳內設有三間可供2至15人使用的獨立貴賓房，餐廳的室內及室外空間合共可供逾百人舉行派對活動，備有投影機、音響及舞台燈光等娛樂設施，宣傳單張還提到可供舉辦小型演唱會。該餐廳採用第599F章《預防及控制疾病（規定及指示）（業務及處所）規例》的「D類食肆」模式運作，根據事件發生時規定，除外賣顧客及豁免人士外，必須使用「安心出行」手機應用程式記錄行踪後方可進入，入座人數不得超過通常座位數量，並規定每張餐桌或每個群組最多12人，該餐廳有部分位置在餐廳外的平台，雖然與行人通道相連，但也屬於餐廳範圍，第599F章亦列明露天座位亦屬於餐飲處所的一部分，故此須要按規定使用「安心出行」進入餐廳的露天座位範圍。該條例發出的指示對顧客的用餐位置有所規定，「D類食肆」須要擺放好每一張供用餐的桌子，而顧客只可在餐桌飲食時才可除下口罩。「D類食肆」如舉辦宴會的人數上限為240人，但同時受到不得超過該食肆通常座位數目及符合間隔佈置要求的限制，並且出席宴會的賓客最少有三分之二的人數已接種最少一劑疫苗。
當日有參加派對的香港電台普通話台主持楊子矜的丈夫朱偉星醫生，宣稱該餐廳的「安心出行」二維碼不夠當眼，因而沒有使用「安心出行」，而且餐廳沒有要求他出示打疫苗的針紙；但記者在事發後在餐廳入口處拍攝到最少放有3個「安心出行」二維碼。雖然「D類食肆」當時的入座率可以100%，但其採取「流水式運作」，最多100多人的座位空間卻有超過200人出席派對，並容許顧客在餐廳內除下口罩四處遊走傾談及唱歌，便明顯不符合條例規定。1月11日，特首林鄭月娥稱「流水作業式，點可能滿足到對D類食肆咁嚴格的要求（流水作業式，怎可能滿足到D類食肆這麼嚴格的要求）？」並提到這個生日會有214名賓客，遠超過該餐廳的容量，食物環境衞生署將會很快公布初步調查結果，強調食肆必須跟足規例，不論是餐廳、持牌人或賓客，違例者都會面對罰款或審訊。
衛生防護中心傳染病處主任張竹君在疫情記者會稱，因為洪為民生日派對會場的門口和場內都沒有閉路電視，所以無法以此追蹤當晚出席派對的人士。《傳真社》到訪涉事餐廳觀察，發現該處最少受到14個閉路電視鏡頭覆蓋，該餐廳安裝了至少6個閉路電視鏡頭，惟餐廳負責人稱閉路電視沒有運作，而餐廳所在的灣景中心1樓平台，無論從地下經電梯或樓梯上1樓平台，或由附近大廈經天橋到達，至少有8個大廈的閉路電視鏡頭可拍攝到餐廳室外區域及其前後門進出的人士，所以進出該餐廳的路徑都受到餐廳大廈管理公司華潤物業的閉路電視監察，餐廳所在大廈的保安員及職員亦確認這些閉路電視鏡頭屬於華潤物業的私有財產，不過截至1月10日都未有警方或衛生防護中心的人員要求查看。
在媒體報導餐廳的內外範圍都有多個閉路電視鏡頭監察後，張竹君在11日改稱涉事餐廳並非開業很久，所以閉路電視沒有運作，又稱大廈走廊的閉路電視拍不到餐廳的入口，需要用街道的閉路電視確定患者的到場時間，惟在1月12日再有媒體記者到餐廳現場，指出餐廳外至少有8個閉路電視鏡頭，包括涉事餐廳正門的左右兩邊，在涉事餐廳後門對出的走廊亦有至少5個閉路電視鏡頭，當中有部分閉路電視鏡頭有亮燈，顯示有接通電源，因此張竹君由10日稱餐廳沒有閉路電視到11日改稱閉路電視沒有運作的新說法亦存疑。而在涉事餐廳旁的另一間食肆，其門口的右上方所安裝的閉路電視鏡頭，亦有可能拍攝到當日賓客進出涉事餐廳的情況，記者曾提出可否為涉事餐廳翻看閉路電視，但職員表示要先向集團管理層查詢。至於涉事餐廳的老闆葉偉龍，自事件在1月6日被揭發至今一直沒有出來回應。

## 出席賓客

### 政府官員

#### 主要官員
- 徐英偉@*（前民政事務局局長[54]）
- 許正宇#（財經事務及庫務局局長）
- 白韞六#（時任廉政專員）
- 蕭澤頤#（警務處處長、維護國家安全委員會成員，由於蕭澤頤出席派對時的身份是「休班警」，當時已有責任檢舉派對發生的違法行為，蕭卻未有主動執法而引起質疑[10]）
- 區嘉宏@*（前入境事務處處長、維護國家安全委員會成員，其於2021年3月有違規出席涉性侵飯局的前科）
- 鄧以海（香港海關前任關長，事發時為退休前休假，鄧在1月14日才被正式確認有出席派對，其於2021年3月有違規出席涉性侵飯局的前科[55]）

#### 其他政治任命官員
- 陳積志%#（時任民政事務局副局長）
- 陳浩濂#（財經事務及庫務局副局長）
- 鍾偉强#（時任創新及科技局副局長）
- 胡健民#（政制及內地事務局副局長）
- 蕭嘉怡#（時任政務司司長政治助理）
- 馮英倫*（時任發展局局長政治助理）
- 施俊輝#（時任教育局局長政治助理）
- 張曼莉%#（時任創新及科技局局長政治助理）

#### 其他官員
- 馮浩賢%#（政策創新與統籌辦事處副總監）[37]
- 楊子矜@（香港電台普通話台主持）（曾出現假陽性，後證實未被感染[35]）

#### 立法會議員
- 陳仲尼*、邱達根*、陸瀚民*、洪雯*、譚岳衡~^、黎棟國~^、何君堯~^、霍啟剛~^、林琳~^、陳家珮%^、郭玲麗^、陳沛良^、葛珮帆^、容海恩^、周文港^、郭偉强^、林順潮^、梁毓偉^、吳傑莊^、林智遠^、梁君彥^（共21人）

#### 教育界人士
- 汪揚（香港科技大學副校長）
- 吳宏偉（香港科技大学（广州）副校長（大學拓展））
- 吳池力（香港科技大學霍英東研究院綠色建築與環境研發部總監）

#### 其他
- 王詩雅（榮源茶行銷售及巿場總監）（確診，個案12838）
- 陳穎沁@（43歲，女性，港澳深圳市僑聯聯宜會會董，王詩雅的馬主朋友，陳女不在受邀名單，由王詩雅帶同出席）（確診，個案12962）[56][38][57]
- 朱偉星@（楊子矜丈夫、醫生）
- 曾鳳珠（香港菁英會主席、第六屆第四界別選委，洪為民攬着她唱歌，兩人都沒戴口罩）[58]
- 漢洋（歌手）
- 郭詠欣（無綫新聞記者）
- 陳澤銘（香港律師會會長）[59]
- 鄺美雲@（前香港藝人、港區全國人大代表，自稱只在餐廳的室外範圍，沒有進入餐廳室內）
- 黃穎君（民政及青年事務局合約媒體主任、前無綫電視女藝員）
- 梁君彥^（香港立法會主席）

| * | 須到竹篙灣檢疫中心隔離21天 |
| # | 一度須到竹篙灣檢疫中心隔離，其後因證實楊子矜確診屬假陽性，獲安排離開隔離營，但行政長官林鄭月娥要求他們須繼續家居隔離，直至最後檢測陰性為止。 |
| ~ | 一度須到竹篙灣檢疫中心隔離，其後因證實楊子矜確診屬假陽性，獲安排離開隔離營。                                                                 |
| ^ | 被立法會主席梁君彥勸喻家居隔離。 |
| @ | 出席生日會時並沒有按法例要求掃描「安心出行」二維碼。                                                                                         |
| % | 明確表示出席生日會時有掃描「安心出行」二維碼。                                                                                               |

## 社會各方反應
以下均為沒有參與洪為民生日會的各方之反應和評論。

### 林鄭月娥
就在事件被揭發前，因為國泰機組人員違規「播毒」導致出現「望月樓群組」，行政長官林鄭月娥在2022年1月4日向記者表示，她對國泰今次有機組人員的違規行為「非常不滿」，並已在去年12月31日召見了國泰航空的董事局主席和行政總裁，嚴厲地訓斥他們。林鄭月娥稱：「作為最高層，儘管未必知道每一個員工的行為，但這並不是『免責條款』，正如自己是特區之首，需向所有事情負責。」並認為：「他（國泰高層）需要負責，要負上企業及領導責任，需要全面調查並提交報告予特區政府，同時內部採取適當懲處行動。我們看完報告及研究法律基礎後，一定會嚴肅跟進。」豈料話音剛落，就爆出多名高官參加洪為民生日派對並出現確診個案的事件。林鄭在1月6日面對傳媒時稱對事件感到失望，又點名批評對徐英偉尤其失望，但林鄭被記者問及她自己作為港府最高層要負上什麼責任時，卻沒有如她早前斥責國泰航空般認為自己作為最高層也須要為事件負責，認為只是官員自己的個人責任，林鄭回應稱：「關於責任的問題，我已經答覆很多次了，我希望市民明白每一個人，尤其是官員，要為自己行為負責。」面對記者追問會否向市民道歉，林鄭還進一步說：「每一個官員都要為自己的行為負責，如果大家問，而我又回答得令你滿意，稱他們（官員）不必負責任，因為有行政長官可以負上一切責任，這是對管治非常不利的。希望大家（市民）並非想看到這種現象，不想看到大家（官員）都可以躲在行政長官背後，把一切都歸咎作行政長官的錯。」強調自己無做錯。林鄭要求國泰航空董事局主席及行政總裁要為前線員工的行為負責，而自己作為港府最高領導層卻拒絕為多名官員的行為失當負責，被社會輿論批評是嚴重的雙重標準。
2022年1月25日，據南華早報報道，行政長官林鄭月娥因為民政事務局局長徐英偉出席「洪門宴」，啟動了對他的革職程序，待中央人民政府處理。

### 葉劉淑儀
行政會議成員葉劉淑儀批評民政事務局局長徐英偉，認為他不應在疫情爆發期間出席應酬，她認為這類飯局很無謂，既浪費時間，又不健康。她說自己以前下班回家，要花很多時間看文件，不明白出席生日會的官員為什麼那麼空閒可以到處走。她指，官員應善用時間研究政策：「去這麼多應酬『把鬼咩』（要幹啥事嗎）？收這麼多禮物『做乜啫你哋』（你們到底想做什麼）？一個、二個有空閒便在家裏多閱讀文件、多做政策研究、多『落區』（到街上體察民情）才好吧。」

### 鍾劍華
香港民意研究所副行政總裁鍾劍華指出，洪為民生日會屬於私人飯局的非官方宴會，而作為高官本應避嫌。港英時期的高官都不會應邀出席這類私人派對，即使香港回歸初期，官場自我檢點的文化仍然存在，當時很難看到紀律部隊的高層會出來發表政見及出席這些私人飯局。然而這次私人生日派對，警務處處長、入境處處長，甚至廉政專員全部在場，這些紀律部隊官員為了建立這些所謂的政商關係，無視自己作為執法者的身份出席私人飯局，會令市民懷疑執法者是否公正無私。對於香港高官不避嫌出席私人飯聚活動並接連爆出醜聞，鍾劍華表示由於早前發生的恒大飯局事件獲高層官員包庇，現時香港的官僚缺乏敢言的獨立媒體監察下，官員變得更肆無忌憚，這次事件可見官場文化與中國進一步拉近，整個香港的制度似乎已無底線。

### 袁海文
民主黨醫療政策發言人袁海文表示，個人生日會屬官員非必要活動，但一眾高官和立法會議員卻無視政府發出的防疫呼籲出席這私人飯局。政府高官絕非一句道歉便能了事，現時高官做錯事，卻由市民付起沉重的代價，例如禁晚市堂食等，完全不合比例。官員涉嫌違反防疫限制，現時並未有適當懲處，革職亦不為過。袁海文認為多位新任立法會議員都牽涉在內，顯示他們未達到市民的期望，如同一個笑話。

### 蔡堅
香港醫學會會長蔡堅在醫學會的記者會上，被問到對高官慶生群組的看法時，表示：「評語就是『不准百姓點燈』。」蔡堅稱，這波病毒傳播釀成的又一城望月樓、高官聚會及國泰空姐母親群組，除了國泰空姐母親染疫情況外，其他都是「有法不依」所致。至於應如何處理這些官員的違法問題，蔡堅持法律上已闡明了做法，應該由政府自己處理。

### 區結成、蔡子強
學者區結成及蔡子強認為事件反映政府首長級官員沒有以身作則，在疫情期間出席不必要的聚眾活動，而這類鋪張的生日會揭露出官場「不正之風」，忽視「公職倫理」（Public Service Ethics）中的廉潔、檢點、避免利益衝突、重視程序公義、不討好權勢等基本要素，造成「富豪可請高官賀生日」的現象，尤其是廉政公署、警務處、入境處等執法部門的官員，行使權力時可就個案及情境運用酌情權，高官為免日後發生利益衝突，一般都會避免出席非必要的交際應酬，這次事件給公眾很壞的印象，質疑官員和生日會上的各人熟絡後，將來執法便會徇私，因而使特區政府的聲譽嚴重受損。
兩位學者指出民政局局長徐英偉、警務處處長蕭澤頤都有份參與《預防及控制疾病規例》的執法行動，現在卻「其身不正，其令不行」，予市民「只許州官放火」之感。而入境處處長區嘉宏更是在一年內兩犯，兩度重挫執法部門的威信，對政府日後推行防疫措施構成負面影響。

### 潘焯鴻
曾參選立法會的時事評論員潘焯鴻，於接受張寶華訪問時，指洪為民事件，反映一眾政壇新貴，在自己的小圈子世界中，為了靠不同俾面派對謀取利益，完全漠視民眾感受和觀感，因此犯下大量關於防疫的法律。

## 生日會參與者的回應

### 洪為民
身為高官新冠肺炎生日派對事件的壽星主角，港區全國人大代表洪為民事後向公眾道歉，表示一定會汲取教訓，深切反思，並已向衞生防護中心提供相關賓客資料，又指出該名初步確診者（王詩雅）並沒有參加餐聚，由於她（王詩雅）到達現場的時間較晚，大部分賓客已經離開，強調當日的聚會時間通知及安排是採用分流的形式，並不是所有賓客都在同一時間在餐廳內，也有很多賓客並沒有參加聚餐，只是出席道賀便離去，當時已提示所有賓客必須使用安心出行及已接種新冠病毒疫苗。該人初步確診後已經通知出席賓客立即進行檢測，包括涉事時已離開的賓客，暫時使用快速測試的賓客（包括自己）檢測結果為陰性。

### 徐英偉
被行政長官林鄭月娥點名表示尤其失望的民政事務局局長徐英偉，後來於Facebook把頭像由自己的照片換成預設無樣貌圖片，並回應指作為問責官員會更加警惕，並為自己的錯誤行為負責及道歉，表示檢疫期間會認真反思自己行為。
事件讓網民回想起徐英偉曾於2020年12月第四波疫情期間在港台節目《千禧年代》公開批評有不守規矩的人加劇了疫情，導致了社區爆發。自己卻未能以身作則。

### 蕭澤頤
警務處長蕭澤頤亦有出席是次活動，他在2022年6月出席北區區議會訪問期間，被主席羅庭德問及事件。他稱自己「對酒精毫無興趣」，當日出席的活動無犯法，而特首已公布事件調查結果。認為羅庭德「有犯法，無犯錯」的說法錯誤。

### 區嘉宏
入境事務處處長區嘉宏亦有出席是次活動，但事後未能以「安心出行」手機程式證明其行蹤，意味他很大機會沒有使用該應用程式，唯其本人尚未回應；而林鄭月娥被記者追問區嘉宏是否沒有使用「安心出行」程式時亦無正面回應。及至1月7日，區嘉宏中午發聲明，稱當晚向朋友道賀後即離開，沒有入座用餐，但未回應自己有否使用「安心出行」，僅表示：「衷心向全港市民致歉，並深切反省，日後定必加倍警惕。」事後有傳媒引述消息人士指，區嘉宏已向政府當局確認當日沒有使用「安心出行」，其後區嘉宏終於承認自己沒有使用「安心出行」，卻辯稱自己站在場外便不須作出記錄。
傳媒對比區嘉宏在2021年3月出席涉性侵晚宴事件曝光後，區嘉宏也公開聲明稱「本人日後出席活動會加倍謹慎，務必確保符合規定」，結果不足一年間又再犯。中大政治與行政學系高級講師蔡子強認為區嘉宏一年內兩度重挫執法部門的威信，對政府日後推行防疫措施帶來負面影響。此外，2021年11月有入境事務助理、入境處外判員工等使用非正版「安心出行」程式被警方拘捕後，入境處發表嚴厲聲明，說：「該處已即時拒絕有關人士進入大樓並報警處理。處方強調，十分重視員工的行為操守，如發現任何人員有違法或不當行為，該處一定會依法及按既定程序嚴肅處理，絕不姑息。」入境處對使用「安心出行」的雙重標準亦成為公眾爭議的焦點之一。

### 何君堯
何君堯是參加當日派對的20名立法會議員之一，何稱社會不應用有色眼鏡看待當晚宴會，形容當日出席宴會的賓客、宴會主人都是受害者。他入住竹篙灣檢疫中心後，在網上直播中批評檢疫程序僵化，直言食衛局局長陳肇始甚至特首林鄭月娥，應到竹篙灣體驗一日。他聲稱自己遭「非法羈留」，「讓家人接應又不允許，提議家人接走我又說不行」，原本以為可以早點離開沒吃晚飯，豈料一直未能離開。他稱，除非陳肇始看其在直播中「媽叉（辱罵）她」後，「要是她醒目的話，馬上派兩架衝鋒車過來接我」，否則可能要12點後才能回家。其後他越說越激動，稱當日派對仍可以舉行，是陳肇始制定、是林鄭在行政會議批准，反問林鄭「如何做特首㗎？」指這個事件令他「火都要嚟（火上心頭）」：「你（林鄭）走出來罵人『做乜Q嘢』（幹啥）？」、「現在問責是問什麼責啊？特首要辭職啦！」認為林鄭對不起為她止暴制亂的人。最後他更斥責國泰航空串謀行騙，建議警務處處長蕭澤頤一離開隔離營就要以「危害國家安全」罪名來拘捕國泰航空相關人士，並建議政府對國際「封關」、反要與內地通關。

### 朱偉星
楊子矜於1月7日曾因樣本被污染測出假陽性，為她採樣本的醫生丈夫朱偉星於1月10日早上接受商業電台《在晴朗的一天出發》節目訪問，他承認倆人當晚出席洪為民生日會時，並沒有按法例要求掃描「安心出行」二維碼及出示打疫苗的針紙。被問及為什麼不守法時，朱偉星反質疑其他食肆和場所都不會檢查，反問：「你哋咁守法㗎？」（你們那麼守法嗎？），朱偉星更指斥商台兩年來一直煽動仇恨。

### 鄺美雲
曾擔任港區全國人大代表的藝人鄺美雲亦曾到生日會，1月7日她接受訪問時否認曾進入會場，表示到會場外時，見到有十分多人，所以沒有進入會場，和洪為民打招呼後便離開。

## 後續

### 民政局局長徐英偉正式請辭
民政事務局局長徐英偉，於2022年1月31日中午發表聲明，正式辭去民政事務局局長一職，但仍須等待國務院批准離任。2022年2月28日國務院宣布徐英偉於2月24日免職。

### 檢控
食環署表示，已就此事向六名顧客發出合共七張定額罰款通知書，當中四張涉及違反第599F章的適用指示有關使用「安心出行」流動應用程式掃描場所二維碼的規定，另外三張涉及違反《預防及控制疾病（佩戴口罩）規例》（第599I章）有關佩戴口罩的規定；以及向該餐廳發出傳票，案件排期於4月22日在法庭聽取答辯。